# زرق انحلال العدسة
زرق انحلال العدسة (اختصارًا PG) هو شكل من أشكال الزرق الذي يحدث بسبب تسرب الساد الناضج أو غير الناضج. الزرق الالتهابي الذي يحدث أثناء انحلال العدسة هو حالة تنتج عن تسرب البروتين داخل العدسة إلى كبسولة ساد العين الناضجة أو المفرطة النضج وتتضمن إجراءً بسيطًا يتم علاجه ويشار إليه باسم جراحة الساد (استخراج اعتام عدسة العين).
تشمل الأعراض الرئيسية لزرق انحلال العدسة الألم في العين والاحمرار وفقدان البصر، وكلها عوامل تقلل من استقلالية الفرد، ما يقلل بدوره من جودة الحياة وقدرة الفرد على القيام بأدوار مجتمعية أخرى (مثل القيادة والقراءة) كما أنه يقلل من وضوح الرؤية. تميل حالات انحلال العدسة إلى الإبلاغ عنها بشكل متكرر أكثر في البلدان المتخلفة بسبب نقص الموارد اللازمة لعلاج مثل هذه الحالة.

## العلامات والأعراض
هناك مجموعة متنوعة من الخصائص التي تشير إلى أن الفرد قد يكون مصابًا بزرق انحلال العدسة. عند كبار السن، قد تظهر عدسة العين باللون الأصفر وتفقد شفافيتها (تصبح غائمة). بمجرد أن يبدأ البروتين بالتسرب إلى العدسة، قد يحدث ضرر دائم للعدسة لأن الراسب الموجود في العدسة يضعف الرؤية.
من الأعراض الأخرى تلاشي وضوح الرؤية. هذا العرض يجعل العين تنشئ صورة توصف عادة لتظهر وكأنها تشبه النظر من خلال شلال. إذا أصبحت العدسة معتمة تمامًا، فسيصبح الفرد أعمى، على الرغم من أن الخلايا المستقبلة للضوء تعمل بكامل طاقتها. وتشمل الأعراض الشائعة الأخرى؛
- تغيم عدسة العين الطبيعية
- زيادة في ضغط العين، الذي يقع خلف القزحية والحدقة
- احمرار العين
- ألم حاد عند النظر
- تمزق
- وذمة القرنية
- رهاب الضوء (شعور بعدم الراحة في العينين بسبب التعرض لمستويات عالية من الضوء أو بسبب وجود حساسية جسدية داخل العينين)
- انخفاض ملحوظ في الرؤية.[3]

تشمل العوامل المؤثرة الرئيسية لهذا المرض التعرض الشديد لأشعة الشمس والتقدم في السن، حيث تعد هذه حالة نادرة للأفراد الذين تقل أعمارهم عن 35 عامًا.

## الأسباب
يمكن أن يتطور الساد (إعتام عدسة العين) -إذا ترك دون علاج- إلى حالة ناضجة أو حالة مفرطة النضج، وقد يصبح تدريجيًا متسربًا وبالتالي يفرز البروتينات. يحدث إعتام عدسة العين بسبب انهيار البروتينات التي تجعل العدسة غائمة وتتحول تدريجيًا إلى معتمة، ما يؤدي إلى انخفاض في الرؤية. من خلال تسرب البروتينات ذات الوزن الجزيئي العالي، يحدث انسداد في آلية تصريف العين.

## التشخيص
يمكن استخدام مجموعة متنوعة من الإجراءات لتشخيص زرق انحلال العدسة جسديًا حيث توجد مجموعة متنوعة من الأنواع الأخرى من الزرق التي يمكن الخلط بينها وبين زرق انحلال العدسة مثل زرق انسداد الزاوية الحاد (AACG)، وزرق جسيم العدسة، وزرق العين الوعائي، وزرق انسداد الجسم الزجاجي وزرق العين، الجلوكوما العنبية التي يمكن أن تسبب ارتباكًا حيث يجب إجراء تداخلات لتجديد الرؤية.
النوع الأول من الإجراءات التشخيصية، والذي يُشار إليه باسم فحص المصباح الشقي لزرق انحلال العدسة، يسمح بالتعرف بشكل محدد على وذمة القرنية الكيسية الدقيقة ووجود الخلايا البلعمية، والمواد البيضاء (المنقطة ببقع داخل الكبسولة الداخلية للعدسة) والتوهج الشديد والتقزح أو جسيمات متقزحة اللون أو شديدة الانكسار خاصة بالزرق الحال للعدسة. يجب معرفة الفترة الزمنية التي أثرت فيها الأعراض على المريض، حيث أن بقاء الأعراض لمدة تزيد عن 5 أيام قد تؤدي إلى مشكلات أخرى مثل تلف القرص الزرقي أو سوء التشخيص. بالإضافة إلى ذلك، يجب أن تؤخذ في الاعتبار جراحات الساد أو التداخلات السابقة المجراة حتى يتم التشخيص الدقيق للأعراض الحالية التي يمكن أن تكون ناجمة عن هذه الإجراءات السابقة.
فحص العيون هو إجراء آخر يجب إجراؤه لتشخيص الزرق الحال للعدسة بشكل فعال. سيشير هذا الاختبار إلى مستويات عالية من الالتهاب بسبب ارتفاع الضغط داخل العين. بالإضافة إلى ذلك، فإن وجود أوكزالات الكالسيوم وبلورات الكوليسترول من عدسة الساد المتدهورة يعد مؤشرًا على زرق انحلال العدسة ولكن لا يمكن التعرف عليه إلا عن طريق ثقب الساد. يستخدم هذا على وجه التحديد للتمييز بين الجلوكوما العنبية حيث توجد رواسب كيراتيكية بدلًا من أوكزالات الكالسيوم.

### المرضى المستهدفين
يكون انحلال العدسة واضحًا، بشكل أكثر شيوعًا، عند كبار السن نتيجة لإعتام عدسة العين الذي تطور مع مرور الوقت. هناك عوامل أخرى تساهم في تطور انحلال العدسة لدى كبار السن. ويتجلى ذلك بوضوح من خلال زيادة ضغط العين، والذي يحدث عادة عندما يواجه الجريان الأمامي إعاقة في طريقه إلى الخلط المائي. في الأساس، تحتاج العين إلى صبغة التمثيل الضوئي التي تسمح للضوء بأن يتحول إلى طاقة كيميائية. عند كبار السن، تنقسم هذه الصبغة مع مرور الوقت مع الأكسجين وبالتالي تولد انحلال العدسة.

## العلاج
يتضمن الإجراء المتضمن في علاج انحلال العدسة تقليل ضغط العين (IOP) في العين متبوعًا بجراحة استخراج الساد. يستخدم التداخل الطبي عادةً للسيطرة على الالتهاب بشكل مؤقت. يمكن إجراء خفض ضغط العين من خلال استخدام مجموعة من عوامل خفض الضغط داخل العين الموضعية والجهازية، ومرضى شلل العضلة الهدبية، والمثبطات المائية، والعوامل ذات التناضح المفرط، والأدوية المضادة للالتهابات. قد تساعد الستيرويدات الموضعية أيضًا في خفض ضغط العين وتخفيف الألم.
قبل إجراء جراحة إزالة المياه البيضاء، يجب إجراء مجموعة متنوعة من الاختبارات البصرية لتحليل نظر الفرد بشكل شامل قبل الجراحة. يتم إجراء الانكسار أيضًا لتحديد مقدار قصر النظر و/أو طول النظر و/أو اللابؤرية التي قد يعاني منها الفرد. سيكون من الضروري إجراء فحوصات إضافية محددة للعين من أجل تحديد انحناء وطول القرنية من أجل اختيار عدسة باطن العين الأكثر فعالية والتي يجب إدخالها أثناء الجراحة.
لقد أصبحت جراحة إزالة المياه البيضاء عملية بسيطة للغاية ويمكن -مع التكنولوجيا الحديثة- إجراؤها تحت التخدير الموضعي في فترة زمنية متوسطة تبلغ 15 دقيقة. الهدف من جراحة إزالة المياه البيضاء هو استبدال العدسة الموجودة داخل العين بعدسة صناعية لتوضيح الرؤية مع إزالة أي بقايا قد تؤدي إلى حجب الرؤية. تتضمن جراحة إزالة المياه البيضاء أربع خطوات رئيسية تشمل: يتم إجراء التخدير الموضعي، وتطهير العين، وإدخال عدسة داخل العين، وأخيرًا العدسة اللاصقة لحماية العين التي تذوب وتطلق المضادات الحيوية.
قبل التقدم الكبير في التكنولوجيا الطبية، كان لا بد من إجراء قطع يدوي على العدسة لإجراء جراحة إزالة المياه البيضاء، ومع ذلك، مع التحسينات في التكنولوجيا، أصبح إجراء الليزك هو الإجراء الرئيسي المستخدم لإجراء عمليات إزالة المياه البيضاء. يتضمن هذا الإجراء استخدام ليزر الفيمتو ثانية الذي يسمح بإجراء قطع دقيق لإنشاء سديلة القرنية اللازمة لإزالة الساد والتي استبدلت للاستخدام بدلًا من الأداة الجراحية التي يحملها الجراح يدويًا لإجراء نفس الشق يدويًا. إن شق القرنية، وقطع المحفظة الأمامية، وتفتيت العدسة وإعتام عدسة العين هي خطوات يمكن أن تكون بديلة لذلك. وفي هذه العملية، يضرب الليزر هدفًا يشبه التيتانيوم متصل بمسبار شفط الإرواء. يقال إن استخدام هذا الليزر سيمكن من تحسين الدقة والدقة والاستنساخ لشق القرنية، وبضع المحفظة الأمامية والعدسة والساد، وبالتالي ضمان الحد من المخاطر وتمكين التطور البصري المحسن لتحلل العدسة وجراحة الساد.
عند الانتهاء من الجراحة، فإن استخدام جراحة إزالة المياه البيضاء بالليزر سيسمح بإجراء شق دقيق يؤدي إلى عملية إغلاق ذاتي، ما يسمح بتقليل العدوى بعد الجراحة. لذلك، ونتيجة للتطورات التي قدمتها جراحة إزالة عدسة العين بالليزر، فيما يتعلق بإزالة العدسة، تمكن الجراحون من إكمال الإجراء بطريقة أكثر كفاءة وبالتالي ضمان تحسين النتائج للأفراد الذين يعانون من انحلال العدسة. بالإضافة إلى ذلك، فإن إجراءات جراحة الساد بالليزر والتي تستخدم لعلاج انحلال عدسة العين لديها معدل نجاح يصل إلى 98٪ الأمر الذي يثبت فعالية هذا الإجراء.
المشكلة الرئيسية في هذه التكنولوجيا هي أن العملية تكلف حوالي 300000 دولار إلى 500000 دولار، ومثل جميع العمليات الجراحية هناك درجة من المخاطر. ضمن إجراءات إزالة المياه البيضاء التي تتم قد تحدث مجموعة متنوعة من المضاعفات بما في ذلك؛
- التهاب مزمن داخل العين
- انفصال الشبكية
- عدوى